# Летча (посёлок)
Летча — посёлок в Брасовском районе Брянской области, в составе Столбовского сельского поселения. 
 Расположен в 12 км к востоку от села Столбово. Население 279 человек (2010) — крупнейший населённый пункт своего сельского поселения.
Возник в 1920-е годы; назван по реке, на которой расположен. До 2005 года входил в состав Городищенского (2-го) сельсовета, в том числе с 1980-х гг. — его центр.
| Годы      | 1979 | 1989 | 2002 | 2010 |
| --------- | ---- | ---- | ---- | ---- |
| Население | 106  | 159  | 253  | 279  |